# Maricopa, Arizona
Maricopa je grad u američkoj saveznoj državi Arizona. Prema popisu stanovništva iz 2010. u njemu je živjelo 43,482 stanovnika.